# Pop im Hafen

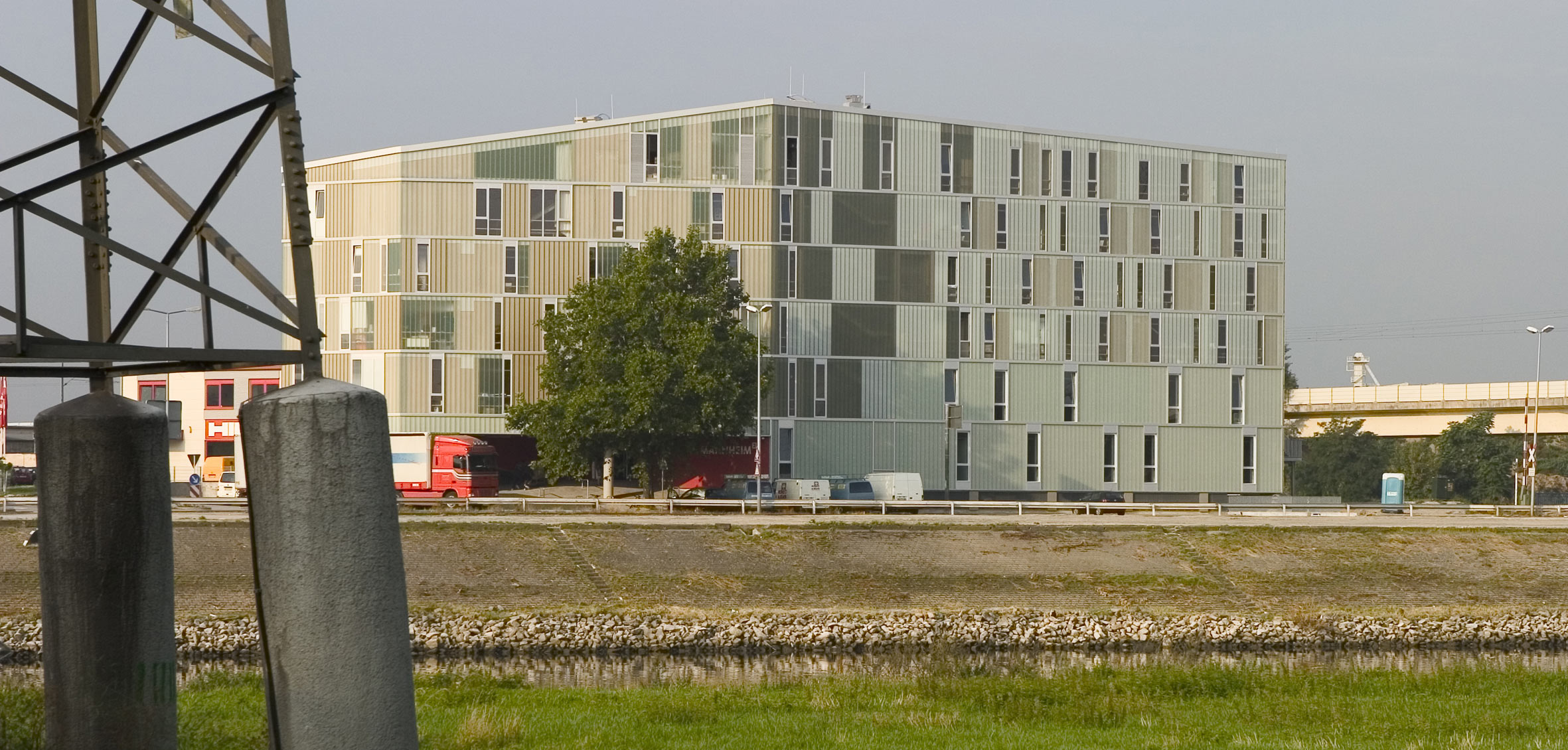
Der Musikpark im Hafen

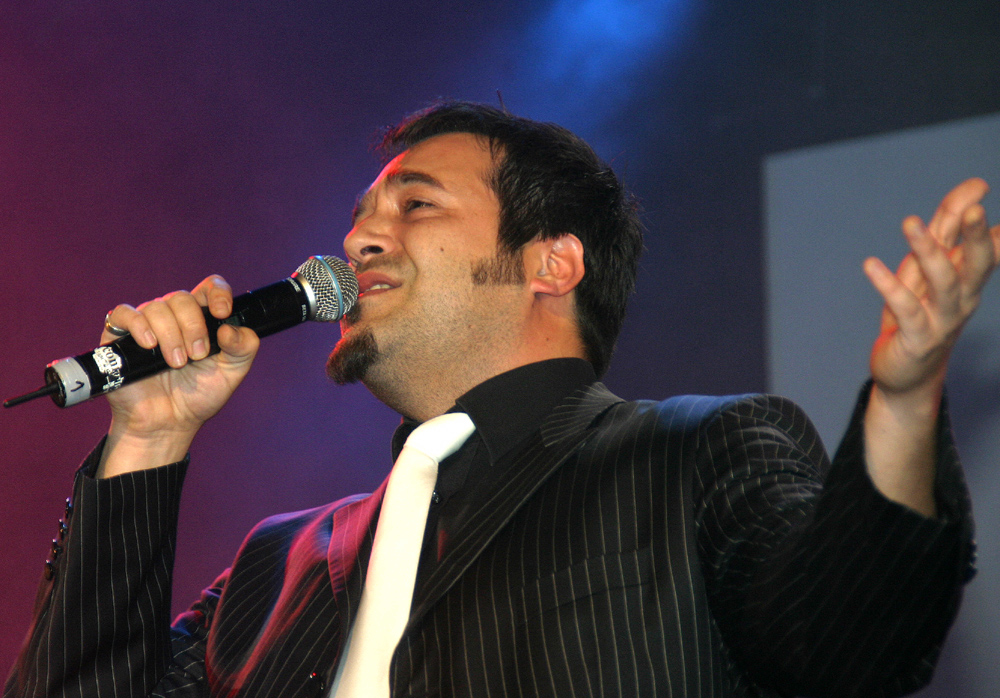
Laith al-Deen begründete mit seinem Konzert Pop im Hafen

Pop im Hafen war ein von 2005 bis 2007 jährlich von dem Radiosender SWR3 in Mannheim veranstaltetes Open-Air-Festival mit freiem Eintritt. 

## Geschichte
Der SWR3-Studioleiter Gregor Friedel hatte die Idee, die Kulisse des Mannheimer Hafens unweit der Popakademie Baden-Württemberg und des Musikparks für einen Musikveranstaltung zu nutzen. Ohne größere Werbemaßnahmen veranstaltete er ein Konzert mit Laith al-Deen auf einer auf einem Containerschiff aufgebauten Bühne im Verbindungskanal. Der Zuschauandrang war mit 8.000 unerwartet groß, so dass der Sender sich entschloss Pop im Hafen jährlich durchzuführen. 
2006 traten Reamonn, Silbermond und Cosmo Klein auf. Mit 14.000 Zuschauern war das Hafenareal völlig überlaufen, so dass beschlossen wurde, die Bühne Richtung Neckar an den Musikpark zu verlegen. 2007 traten u. a. Wallis Bird, Sunrise Avenue, 2raumwohnung, Revolverheld und Wir sind Helden vor 30.000 Zuschauern auf. Am Vorabend fand die SWR3-Dancenight in einer Vielzahl von Clubs und Bars im an den Hafen angrenzenden Stadtteil Mannheim-Jungbusch statt. Im Jahr 2008 musste Pop im Hafen wegen eines unzureichenden Programms ausfallen und fand auch danach nicht mehr statt.

## Weblink
- Homepage des Veranstalters SWR3